# 中野孝三郎
中野 孝三郎（なかの こうざぶろう、1927年7月19日 - 1995年2月3日）は、日本の経営者。キッコーマン9代目社長を務めた。千葉県出身。

## 経歴
1950年に慶應義塾大学経済学部を卒業し、同年に野田醤油(のちのキッコーマン)に入社。1970年2月に取締役に就任し、1974年2月に常務、1984年3月に専務を経て、1985年10月に社長に就任。
1995年2月3日心不全のために死去。67歳没。

## 家族
- 祖父・茂木七郎右衛門 (6代) ‐ キッコーマン初代社長
- 大叔父・中野長兵衛 ‐ 祖父の弟
- 父・中野栄三郎 ‐ 祖父の三男で長兵衛の養子。キッコーマン4代目社長
- 伯父・茂木順三郎 ‐ 父の兄
- 妻・芬沙子 ‐ 茂木房五郎 (5代)の長女
- 長男・中野祐三郎 ‐ 千秋社取締役ほか
- 二男・中野祥三郎 ‐ キッコーマン社長
- 娘・岡副徳子[3] - 日本三大料亭で知られる金田中[4]の女将であり[5]、社長の岡副真吾の妻である。
- 甥・中野泰三郎 ‐ 姉・良子の子